# Model 39 Eihandgranate
Ручна осколкова граната М39 - відносилась до типу наступальних гранат, призначена для ураження живої сили противника. Використовувалась переважно у часи Другої Світової війни.

## Історія створення
До початку Другої Світової війни перед німецькими конструкторами стала задача створити легку ручну гранату для використання піхотою у наступальному бою, придатну для вкидання на великі відстані та котра б не дуже збільшувала вагу амуніції солдата, оскільки Stielhandgranate 24 зразка 1924 року, що вже була на озброєнні Вермахту, була заважка.
Компактна, та майже у три рази легша ручна граната Eihandgranate M39, у народі також прозвана «Яйцем», була прийнята на озброєння Вермахту в 1939 році. До кінця Другої Світової війни було вироблено близько 80 мільйонів гранат цього типу. За зовнішністю граната являла собою майже точну копію французької гранати OF15 зразка 1915 року, але з запалом терчатого типу німецького зразка.

## Конструкція
Eihandgranate M39 складалась з яйцеподібного металевого корпусу, запального пристрою та детонатора. Корпус гранати був виготовлений з двох півсфер тонкого заліза, в одну з яких була розміщена з'єднувальна трубка з гільзою для детонатора. У каналі з'єднувальної трубки є різьба для сполучення остова запального пристрою з корпусом гранати. Також у гранат пізнішого виробництва зустрічались кільце для зручності носіння. Зазвичай гранати підвішувалися кільцем за ремені стандартних патронних підсумків до карабіну Маузера.
Корпус заповнявся вибуховою речовиною - аматолом. Запальний пристрій у свою чергу складається з остова, у якому знаходяться сповільнювач, детонатор, тертка з витяжною ниткою та планкою-запобіжником з затискною гайкою. Граната комплектувалась стандартним терчатим запалом B.Z.E., що складався з корпусу, терчатого пристрою, втулки з сповільнювачем та капсуля-детонатора номер вісім - Sprengkapsel Nr.8. 
На металевому корпусі нагвинчена гайка, за допомогою якої запал вкручувався у корпус гранати. Іноді гайки забезпечувались лапками для зручності вкручування. Під час зберігання гранати на втулку нагвинчувався запобіжний наперсток. Та перед тим як видати гранати солдатам, наперсток знімався, а на втулку вже нагвинчувався  капсуль-детонатор.

## Характеристики та маркування
Радіус суцільного ураження осколками гранати становить 5 метрів, радіус розльоту осколків - до 15 метрів. Гранати зберігались та транспортувались у дерев'яних ящиках по 30 штук (запали окремо, капсулі-детонатори окремо).
Eihandgranate M39 також фарбувались у різні кольори - зелений, сірий, охра. З середини Другої Світової війни гранати фарбувались лише оліфою, та з осені 1944 року не фарбували зовсім. Також гранати мали градацію сповільнювача горіння запалу, що визначався кольором ковпачка:
- Червоний 1 с.
- Синій 4-4,5 с.
- Жовтий 7-7,5 с.

Зазвичай використовувались гранати з затримкою у 4-4,5 с. Часто на ковпачку запала та на корпусі можна було зустріти WaA (ВаффенАмт) і штамп виробника.

## Історія використання
Одним з головних недоліків Eihandgranate M39 був малий радіус ураження, то ж що б якось підвищити цю характеристику наказом O.K.H. (Ch H Rüst u. BdE) Nr. 8142/44 AHA/ln 2V від 19 вересня 1944 року наказувалось використовувати гранати Eihandgranate M39 у оборонному чохлі - Splittermantel für Eihandgranate (Spl M f Eihgr). Оборонний чохол збільшував розльоту осколків до 100 метрів, то ж відповідно радіус ураження також суттєво зростав. Оборонний чохол для гранат цього типу являв собою дві сталеві половинки з круглими отворами зверху, що кріпились один до одного спеціальним замком. На їх поверхні були нанесені насічки для більш ефективного розльоту осколків.
Гранату з оборонним чохлом наказувалось використовувати лише з надійного укриття зважаючи на великий радіус ураження осколками. У цьому ж наказі зазначалось, що частка гранат з чохлом повинна бути 30% від усіх гранат Eihandgranate M39, що йдуть у війська. 

Для навчання користування гранатами було створено навчальну граната Eihandgranate 39 Übung, що складалась з корпуса, запального пристрою, такого самого, як у бойової гранати, і малого димового заряду Übungsladung 30. Корпус був пофарбований у червоний колір та мав круглі отвори. Отвори на корпусі були призначені для виходу диму, а також що б не сплутати навчальну гранату з бойовою у темряві. Вага Eihandgranate 39 Übung досягала 225 грам.